# Pedro Pablo García Caffi
Pedro Pablo García Caffi (Buenos Aires, septiembre de 1944-1 de julio de 2022) fue un músico y cantante argentino, con registro de barítono, director de escena, productor y administrador cultural. Se orientó principalmente a la música popular argentina, como integrante del Cuarteto Zupay; y a la música clásica, como director de la Camerata Bariloche y como director general de la Orquesta Filarmónica de Buenos Aires. Fue director general y artístico del Teatro Argentino de La Plata y director general y artístico del Teatro Colón de Buenos Aires.

## Trayectoria
Nació en Buenos Aires en septiembre de 1944. 
Director de escena, músico, productor y administrador cultural, se interesó desde temprana edad por los aspectos básicos de la cultura en general y por los de las "artes de representación" en particular, sean estas de origen académico o popular. Por más de cuatro décadas, una de sus características ha sido la práctica de diversas disciplinas artísticas combinadas con la puesta en escena, la iluminación, la fotografía, la cinematografía, la producción y la administración cultural. 
Realizó estudios de teoría musical y piano con María Asunción Fernández; guitarra en el conservatorio del Colegio Ward; flauta traversa con Carmelo Velardo; audioperceptiva  con Clelia Troisi; y canto con Eduardo Jorge Cogorno. Estudió expresión corporal con Patricia Stokoe; artes dramáticas con Juan Silbert y dirección actoral y puesta en escena con Juan Carlos Gené. 
En los comienzos de la década del 60 experimentó técnicas de fotografía artística en su laboratorio, exponiendo producciones tales como: "Coronación"; "Fisonomías Porteñas"; "Numen Fotográfico  y  "Buenos Aires, luz de luna".
En 1966 fue fundador del Cuarteto Zupay, conjunto que integró y dirigió por veinticinco años. En sus orígenes este grupo fue aclamado por la crítica especializada como "la renovación más sorprendente en la música popular de los argentinos". Infinidad de giras internacionales, premios y "discos de oro" coronaron su carrera.
La editorial española Júcar en su colección "Los Juglares" publicó un libro con un reportaje biográfico-histórico suyo, editado en España en 1982 y en la Argentina en 1983.
En 1991, fue nombrado director general de la Orquesta Filarmónica de Buenos Aires, con sede en el Teatro Colón. En los seis años de su gestión, la orquesta alcanzó una calidad artística sobresaliente e idoneidad en la competencia internacional, y logró un crecimiento en la concurrencia a sus conciertos sin precedentes en su historia de 50 años. En su gestión, fundó la Orquesta Académica de la Filarmónica de Buenos Aires, hoy Orquesta Académica del Teatro Colón, y realizó por primera vez en la historia de las orquestas argentinas, tres exitosas giras por las más prestigiosas salas de conciertos, en cuarenta ciudades de doce países europeos.
A mediados de 1997 fue nombrado director de producción artística de la orquesta de cámara más prestigiosa de los argentinos, la Camerata Bariloche, y un año más tarde desempeñó además el cargo de presidente del Centro de Música de Cámara. Volvió a dirigir la Camerata Bariloche entre 2004 y 2009. En su gestión se destacaron –y por primera vez en la larga carrera profesional del conjunto– los ciclos de conciertos por abono realizados en el Teatro Colón de Buenos Aires, en el Teatro Nacional Cervantes y en el Teatro de las Américas en la ciudad de Córdoba. Así mismo tuvieron gran resonancia ciclos como "Vamos al Colón con la Camerata Bariloche", presentado para la Fundación Konex con la actuación de Antonio Gasalla, las giras realizadas a Estados Unidos y Europa y las serie de grabaciones editadas internacionalmente con música de autores contemporáneos. Durante su gestión fueron aclamadas las actuaciones de la Camerata Bariloche junto a artistas de la talla de Frederika von Stade, Cho Liang Lin, Vadin Repin, Shlomo Mintz, Derek Han, Jean-Yves Thibaudet, Mtislav Rostropovich y Martha Argerich, entre otros.
De diciembre de 1999 y hasta febrero de 2002, fue director general y artístico del Centro de las Artes Teatro Argentino de La Plata, período en el que reabrió el teatro después de veintidós años, inauguró la sala lírica que nombró "Alberto Ginastera", inauguró una sala para las artes de cámara que nombró "Astor Piazzolla" e inauguró la sala para las artes plásticas a la que nombró "Emilio Pettoruti". En su gestión, generó una profunda transformación institucional tanto en los aspectos técnicos y administrativos como en los artísticos propiamente dicho y en los de gestión cultural al realizar coproducciones con la Opera de Viena (Austria); la English National Opera (Londres), la San Francisco Opera (USA) y el Teatro Mariinsky, San Petersburgo (Rusia). 
Por el período de seis años, de febrero de 2009 hasta febrero de 2015, fue director general y artístico del Teatro Colón de la ciudad de Buenos Aires. En su gestión creó una nueva estructura orgánico funcional y, como comitente, realizó la dirección de la monumental obra de restauración conservativa, modernización tecnológica y perfeccionamiento del personal artístico, escenotécnico y administrativo para la histórica reapertura del teatro el 24 de mayo de 2010. La producción artística durante la gestión de García Caffi recuperó la excelencia, la nobleza y los niveles históricos por los que el Teatro Colón es reconocido mundialmente.
En el campo escénico realizó la puesta en escena, iluminación y dirección de diversos espectáculos, varios de los cuales fueron integrados con danza, escenografía y obras fílmicas (cortos y mediometrajes) realizadas por el mismo, entre ellos: "El ángel del Zupay" (1968) La Botica del Ángel; "Un canto de dos mundos" (1969) Teatro Regina; "Armonía MPA" (1970) Teatro Payró; "Si todos los hombres" (1971-1972) Gira Nacional; "¿Quereis saber…?" (1973) Teatro Diagonal, Mar del Plata; "Las cosas que pasan" (1975) Teatro Lasalle - Gira Nacional; "Dame la mano y vamos ya" (1981) Teatro General San Martín - Gira Nacional; "La armonía del diablo" (1982-1983) Teatro Presidente Alvear; "Memoria del pueblo" (1984-1985) Teatro San Martín - Gira Nacional; "Canciones para convivir" (1986) Teatro Astral; "Con los pies en la tierra" (1987) Gira Nacional; "Somos mucho más que dos" (1989) Gira Nacional; "¿Y ahora qué hacemos?" (1991) Teatro General San Martín.
En 1975 fue repositor para la gira nacional argentina de "El Inglés" obra teatral escrita y dirigida por Juan Carlos Gené con la actuación de Pepe Soriano. En 1985 vuelve a ser el repositor de "El Inglés" en una gira organizada por el CELCIT (Centro Latinoamericano de Creación e Investigación Teatral) por España (Madrid, Sevilla, Zaragoza, Valencia, Murcia, Santander y Barcelona). 
En ópera realizó la dirección de escena, iluminación y escenografía de:
- "Oedipus Rex" de Igor Stravinski con libro en latín de Jean Cocteau en el Teatro Argentino de La Plata.

- "Kat'a Kabanová" con música y libreto en checo de Leos Janácek, en el Teatro Colón de Buenos Aires.

- "Erwartung" de Arnold Schoenberg con libro en alemán de Marie Pappenheim, en el Teatro Colón de Buenos Aires.

- "Elektra" de Richard Strauss con libro en alemán de Hugo von Hofmannsthal, en el Teatro Colón de Buenos Aires.

La realización audiovisual incluye tres cortometrajes, un mediometraje y varios videos:
- "Las cosas que pasan", 16mm, para el espectáculo homónimo presentado en el Teatro Lasalle, 1975 (10');

- "Postal de guerra", 16mm, para el espectáculo "La armonía del diablo", en el Teatro Regina y Teatro Presidente Alvear, y gira nacional,1982, 1983 (15');

- "Memoria del Pueblo", 16mm., para el espectáculo homónimo representado en el Teatro San Martín de Buenos Aires, las plazas de la  ciudad de Buenos Aires y en gira nacional en todo el país a lo largo de 1984 y 1985, (42') integrado con una visón cinematográfica que ahondaba en la poética oscura de los años de plomo de la Argentina, intercalada con la producción literaria, musical y discográfica de ese pasado dramático, con la presencia de Jorge Luis Borges, Adolfo Pérez Esquivel, Madres de Plaza de Mayo, Excombatientes de Malvinas, Víctor Heredia, Piero, César Isella y Miguel Cantilo, entre otros;

- "Otoño", video con música de Antonio Vivaldi protagonizado por la Camerata Bariloche. (3´)

- "Scherzo fantástico", video con música de Alberto Ginastera protagonizado por la Camerata Bariloche. (5´)

- "Katia Kabanova", Video HD, para la puesta en escena de la ópera homónima en el Teatro Colón, 2010 protagonizado por Andrea Danková (6').

A partir de su adolescencia se interesó tanto por la música como por la fotografía artística, desempeñándose como reportero gráfico y como técnico en soldadura eléctrica. Realizó también algunas producciones fotográficas, como "Coronación" (Cúpulas de Buenos Aires), "Fisonomías Porteñas" y "Númen Fotográfico" (Luz y sombra en las esculturas, estatuas y plazas de Buenos Aires).

### Cuarteto Zupay
En 1966, a los veintidós años, junto con su hermano Juan José García Caffi, fundó el Cuarteto Zupay. En ese momento el grupo se integró también con Eduardo Vittar Smith y Aníbal López Monteiro. Luego de que su hermano dejara el grupo en 1969, asumió la dirección de los arreglos musicales y vocales del Cuarteto Zupay. En sus orígenes este grupo fue aclamado por la crítica especializada como «la renovación más sorprendente en la música de origen folklórico de los argentinos».
Realizó también la producción ejecutiva de 20 álbumes del Cuarteto Zupay, obteniendo dos discos de oro, por Dame la mano y vamos ya (1981) y Memoria del pueblo (1984). También fue el responsable de realizar espectáculos multimedia con el Cuarteto Zupay, integrando música, cine, fotografía, teatro y danza. En esa función dirigió varias películas realizadas para los espectáculos.
Entre las obras más destacadas realizadas con el Cuarteto Zupay se encuentra El inglés, obra teatral-musical sobre las Invasiones Inglesas, escrita por Juan Carlos Gené en 1974, con música de Rubén Verna y Oscar Cardozo Ocampo y protagonizada por el actor Pepe Soriano. La obra obtuvo un gran éxito y fue representada durante 1974, 1975 y primer trimestre de 1976, en todas partes del país, interrumpiéndose por el golpe militar del 24 de marzo de 1976 y repuesta a partir de 1983. Durante la dictadura militar fue incluido durante tres años en las listas negras, junto con el Cuarteto Zupay.
El Cuarteto Zupay fue uno de los grupos más exitosos de los años posdictadura, grabando trece álbumes entre 1981 y 1989. En 1991, tras 25 años de carrera, el grupo se disolvió.

### Luego de los Zupay
En marzo de 1992 fue designado director general de la Orquesta Filarmónica de Buenos Aires con la misión de realizar un proyecto de reestructuración presentado por él mismo, desempeñándose hasta agosto de 1996.
En 1997 fue contratado como director ejecutivo de la Camerata Bariloche. Bajo su dirección, el conjunto se presentó en el Teatro Colón y en el Teatro Nacional Cervantes, de Buenos Aires, y en el Teatro de las Américas de Córdoba. También organizó el espectáculo musical-dramático Vamos al Colón con la Camerata Bariloche, con textos de Pablo Kohan y la actuación de Antonio Gasalla.
En este período la Camerata grabó el álbum Death of an Angel (La muerte de un ángel), que integró la colección Music of Latin American Masters del sello Dorian Recordings, interpretando obras de Astor Piazzolla, Heitor Villa-Lobos, Brenno Blauth y Alberto Ginastera. También se editó el libro Camerata Bariloche, 30 años de música, escrito por Oleg Kotzarew.
En 1999 fue designado director general y artístico del Centro de las Artes Teatro Argentino de La Plata, desempeñándose hasta enero de 2002.
En enero de 2009 fue designado director del Teatro Colón. Se autonombró régisseur de la ópera Katia Kabanova, estrenada en septiembre de 2010, a pesar no tener prácticamente ninguna experiencia en ese rol. La decisión no fue bien recibida en un principio en distintos medios, pero el resultado fue aplaudido por la crítica especializada.

### Otras funciones
En 1998 fue elegido presidente del Centro de Música de Cámara.

## Vida personal
La poeta, escritora, cantante y pintora Lupe García Caffi es su madre. Los músicos Juan José García Caffi, Eduardo Emanuel García Caffi y Graciela García Caffi son sus hermanos.

## Discografía

### Álbumes con el Cuarteto Zupay
1. Folklore sin mirar atrás, Trova TL 13, 1967
2. Folklore sin mirar atrás Vol. 2, Trova TL 18, 1968
3. Juglares, CBS Columbia, E 19007, 1970
4. Si todos los hombres..., CBS Columbia, E 19141, 1972
5. Cuarteto Zupay, CBS Columbia, 19316, 1973
6. Canciones que canta el viento, Philips, 5334, 1976
7. El arte de Zupay, Philips (España), 1977
8. Cuarteto Zupay: Retrospectiva, Philips, 5266, 1979
9. Dame la mano y vamos ya, Philips, 5377, 1981
10. La armonía del Diablo, Philips, LP 5413, 1982
11. Cuarteto Zupay - Argentina, Organización de los Estados Americanos, OEA-019, 1982
12. El inglés, Philips, 22006/7, 1983
13. Cuarteto Zupay - Antología, Philips, 6347 403 Serie Azul (Brasil), 1983
14. Nebbia-Zupay, para que se encuentren los hombres, RCA TLP 50134, 1983
15. Memoria del pueblo, Philips, 822 690 - 1, 1984
16. Canto a la poesía, Philips, 822 328 - 1 / 822 329 - 1, 1984
17. Canciones de amor, Philips, 824 979 -1, 1985
18. Canciones para convivir, Philips, 830 235 - 1, 1986
19. Canciones infantiles, Philips, 830 664 - 1, 1986
20. Mayo del 67, Philips 67416, 1987
21. Con los pies en la tierra, Philips, 842 118 - 1, 1989